# حميمق رمادي الوجه
حميمق رمادي الوجه (الاسم العلمي: Butastur indicus) هو نوع من فصيلة بازية.